# Stanley Matthews (tennista)
Stanley Matthews (Stoke-upon-Trent, 20 novembre 1945) è un ex tennista britannico.
Figlio di Betty Vallance e dell'ex calciatore professionista Sir Stanley Matthews, fu il secondo figlio della coppia dopo Jean, di sei anni più grande. È sposato con Joy, con due figliastri, Greg e Kristy Moran.

## Carriera da calciatore
Matthews ebbe la sua prima esperienza nel mondo dello sport agonistico col calcio. Come il padre, giocava nel ruolo di esterno alto. "Ma smisi di giocare quando avevo 12 anni", spiegò nel 2007. "Ero abbastanza bravo, ma chiunque mi trovassi di fronte, voleva farmi un mazzo così. L'idea era: "Sistemiamo il figlio di Stanley Matthews".

## Carriera da tennista
Nel 1958, il padre lo iscrisse alla federazione tennis inglese (Lawn Tennis Association) a Londra. Visse per un periodo a North Finchley, presso la famiglia del comico Charlie Chester, che era amico del padre. Al mattino Stanley lavorava con un tutor privato e nel pomeriggio si allenava al Queen's Club.
Nel 1962, conquistò il torneo di Wimbledon Juniores. Per decenni, prima dell'exploit di Andy Murray, rimase l'ultimo tennista britannico ad essersi aggiudicato un titolo di singolare maschile di qualsiasi categoria a Wimbledon. Matthews ricorda ancora ogni punto giocato in quella finale. "Affrontavo Alexander Metreveli, che sarebbe poi diventato il miglior giocatore russo ed a Wimbledon fu finalista nel 1973". Matthews vinse in due partite col punteggio di 6-2, 6-4.
Nonostante il successo tra gli juniores, Matthews soffriva la pesante ombra del genitore. Diceva il padre: "La mia fama gli metteva sicuramente pressione. Lo so che vivere nella mia ombra gli creava preoccupazione, ma io speravo che fosse un problema risolvibile". Il figlio Stanley era d'accordo col padre: "Anche se non ero un calciatore, per me era molto stressante portare sulle spalle il nome Matthews. Sui giornali c'erano foto di me e di mio padre, e cominciavano a chiamarmi 'il nuovo Fred Perry'. L'essere un figlio d'arte qualche porta sicuramente me la aprì, ma rese anche le cose più difficili. Invece di ricevere i complimenti quando andavo bene, veniva dato tutto per scontato. Quando invece andavo male, dicevano che non ero mica bravo come mio padre. Purtroppo è così. Fa parte del gioco".
Nella sua breve carriera, Matthews giocò 23 incontri in singolare, vincendone sei, di cui cinque in tornei del Grande Slam, raggiungendo il secondo turno a Wimbledon nel 1963 e nel 1969, ed al Roland Garros nel 1967 e nel 1969, anno quest'ultimo in cui sconfisse Ilie Nastase al primo turno. Nel 1971 superò il primo ostacolo anche agli US Open. Prese parte ad 11 edizioni consecutive del torneo di Wimbledon, dal 1963 al 1973. Disputò inoltre 17 incontri di doppio, vincendone quattro.
Nel 1967 Matthews si aggiudicò i Surrey Hard Court Championships, sconfiggendo Keith Wooldridge in finale, dopo aver eliminato al penultimo atto il suo allenatore John Barrett. L'anno seguente sconfisse nuovamente Wooldridge nella finale degli East of England Championships.
Nel 1971, rappresentò la Gran Bretagna in Coppa Davis contro la Iugoslavia, perdendo in cinque set contro Boro Jovanović. "Ovviamente, avrei voluto fare di più, anche se la mia non è stata una brutta carriera. Guadagnarsi da vivere col tennis, però, stava diventando sempre più difficile. A posteriori, alcuni aspetti del mio tennis non erano come sarebbero dovuti essere. Ero un giocatore di serve & volley con un servizio debole. Se avessi avuto una battuta alla Andy Roddick, avrei fatto molto meglio e sarei stato all'altezza dei migliori".

### Incontri
Nel maggio del 1962, Matthews fece il suo debutto in una prova del Grande Slam, al Roland Garros. Al primo turno affrontò il cileno Ernesto Aguirre perdendo in tre set.
Nel gennaio del 1963 fu eliminato al primo turno degli Australian Open dall'australiano Peter Harris al quale riuscì a strappare il primo set. Nel giugno del 1963 giunse al secondo turno a Wimbledon, sconfiggendo al primo l'italiano Sergio Tacchini in tre set, per poi arrendersi in quattro al messicano Rafael Osuna.
Nel gennaio del 1964, alla sua seconda ed ultima presenza agli Australian Open, fu di nuovo eliminato al primo turno, stavolta per mano dell'australiano Barry Phillips-Moore, in tre set. In estate, a Wimbledon, fu estromesso al primo turno da Torben Ulrich in tre set, il primo dei quali concluso 11-9 al tie-break.
Nel 1965, Matthews si spinse fino agli ottavi a Cannes, battendo al terzo turno l'austriaco Peter Pokorny, prima di trovare la strada sbarrata dal cileno Jaime Pinto-Bravo. A Beaulieu, fu eliminato al primo turno in due set da Peter Pokorny. A Wimbledon, Matthews fu sconfitto al primo turno dallo statunitense Eugene Scott.
Ai Border Championships del 1966, in Sudafrica, fu il giocatore di casa Pat Cramer ad eliminare Matthews al primo turno. A Wimbledon, fu fermato all'esordio in quattro set dall'egiziano Ismail El Shafei.

## Dopo il ritiro
Nel 1973 Matthews abbandonò il tennis entrando nel mondo degli affari, vendendo coperture gonfiabili per i campi da tennis; tuttavia, la crescente popolarità dello squash aveva causato una netta diminuzione dei campi all'aperto.
A 29 anni, Matthews si trasferì negli Stati Uniti, diventando allenatore presso la Port Washington Tennis Academy, insieme ad Harry Hopman, dove lavorò con un promettente quindicenne di nome John McEnroe. "All'epoca mi ero ritirato dal tennis da poco tempo e potevo tenergli bene il passo".
Nel 1976 divenne direttore responsabile del Four Seasons Racquet Club di Wilton, nel Connecticut, dove opera tuttora. Nove anni dopo, acquistò la struttura. "Uno può sempre dire che si sarebbe potuto fare di meglio ma, visto come è andata la mia vita, sono molto felice. Sono ancora (al momento dell'intervista) l'ultimo tennista maschile britannico ad aver vinto un torneo di singolare a Wimbledon, e ne vado orgoglioso. Negli ultimi 30 anni mi sono considerato un imprenditore, e sono riuscito a farlo senza alcuna notorietà".
Nel 1981, Matthews riprese brevemente in mano la racchetta dopo otto anni per prendere parte ai National Men's 35 Clay Court Championships organizzati dalla United States Tennis National Tennis Association presso il Palm Beach Polo e Country Club di Palm Beach, in Florida.